# Przyłęgów
Przyłęgów (en polaco: Przyłęgów, en alemán: Preilsdorf) es una localidad de Polonia. Se encuentra en el distrito administrativo de Gmina Żarów, en el condado de Świdnica, parte del voivodato de Baja Silesia. Se encuentra aproximadamente a tres kilómetros al noroeste de Żarów, a doce al norte de Świdnica y a cuarenta y seis kilómetros al suroeste de la capital regional, Wrocław.